# Hypsiscopus plumbea
Hypsiscopus plumbea — вид змій родини гомалопсових (Homalopsidae). Мешкає в Південно-Східній Азії.

## Поширення і екологія
Hypsiscopus plumbea мешкають на півдні Таїланду, Камбоджі і В'єтнаму, на Малайському півострові, на Суматрі, Яві, Калімантані і сусідніх островах. Вони живуть у водно-болотних угіддях, де зустрічаються у норах глибиною 10-20 см серед коріння і мулу. Трапляються на рисових полях. Живляться рибою, земноводними, пуголовками та ікрою.